# Верхний Лескен
Ве́рхний Леске́н (кабард.-черк. Ипщэ Лэскэн) — село в Лескенском районе республики Кабардино-Балкария.
Образует муниципальное образование сельское поселение Верхний Лескен как единственный населённый пункт в его составе.

## География
Селение расположено в юго-западной части Лескенского района, в долине реки Лескен. Находится в 25 км к юго-западу от районного центра Анзорей, в 50 км к югу от Нарткалы, и в 60 км к юго-востоку от города Нальчик. К востоку от села проходит административная граница с республикой Северная Осетия.
Площадь территории сельского поселения составляет 8.7 км2. Большую часть площади территории занимают лесные массивы.
Граничит с землями населённых пунктов: Ташлы-Тала на юге, Толдзгун на северо-востоке и Лескен на севере. На западе и юго-западе земли муниципального образования окружены землями Гослесфонда (Государственного Лесного фонда).
Населённый пункт расположен в горной зоне республики, и со всех сторон окружён отрогами Лесистого хребта. Средние высоты составляют 892 метра над уровнем моря. Абсолютные высоты достигают 2 000 метров.
Гидрографическая сеть представлен реками Лескен и Фастаргонадон, а также их мелкими притоками. В пойме реки Лескен добывают сланцы.
Климат влажный умеренный с тёплым летом и прохладной зимой. Амплитуда температуры воздуха колеблется от средних +19,0°С в июле, до средних -4,0°С в январе. Среднегодовая температура воздуха составляет +8,0°С. Среднегодовое количество осадков составляет около 850 мм. Заморозки начинаются в середине октября и заканчиваются в середине апреля.

## История
В 1929 году недалеко от нынешнего поселения, началось строительство лесопильного завода и деревообрабатывающего цеха.
В 1948 году недалеко от созданных предприятий было основано новое поселение, названное первыми переселенцами — Верхний Лескен.
До 2003 года село входило в состав Урванского района, затем вошёл в состав выделенного из него Лескенского района.
Ныне Верхний Лескен является самым маленьким по численности населения сельским поселением Кабардино-Балкарии.

## Население
| 2002 | 2010 | 2012 | 2013 | 2014 | 2015 | 2016 |
| ---- | ---- | ---- | ---- | ---- | ---- | ---- |
| 210  | ↘173 | ↘161 | ↗162 | ↘157 | ↘152 | ↘146 |
| 2017 | 2018 | 2019 | 2020 | 2021 | 2023 | 2024 |
| ↘144 | ↘142 | ↘140 | →140 | ↗171 | ↘165 | ↗172 |
| 2025 |      |      |      |      |      |      |
| ↗175 |      |      |      |      |      |      |

Плотность — 20.11 чел./км2.
Национальный состав
По данным Всероссийской переписи населения 2010 года:
| Народ      | Численность, чел. | Доля от всего населения, % |
| ---------- | ----------------- | -------------------------- |
| кабардинцы | 62                | 35,8 %                     |
| осетины    | 52                | 30,1 %                     |
| русские    | 24                | 13,9 %                     |
| балкарцы   | 19                | 11,0 %                     |
| татары     | 9                 | 5,2 %                      |
| другие     | 7                 | 4,0 %                      |
| всего      | 173               | 100 %                      |

По данным Всероссийской переписи 2021 года:
| Народ      | Численность, чел. | Доля от всего населения, % |
| ---------- | ----------------- | -------------------------- |
| осетины    | 51                | 29,82 %                    |
| кабардинцы | 45                | 26,31 %                    |
| балкарцы   | 29                | 16,95 %                    |
| русские    | 22                | 12,86 %                    |
| татары     | 10                | 5,84 %                     |
| другие     | 14                | 8,18 %                     |
| всего      | 171               | 100,0 %                    |

Поло-возрастной состав
По данным Всероссийской переписи населения 2010 года:
| Возраст     | Мужчины, чел. | Женщины, чел. | Общая численность, чел. | Доля от всего населения, % |
| ----------- | ------------- | ------------- | ----------------------- | -------------------------- |
| 0 — 14 лет  | 18            | 22            | 40                      | 23,1 %                     |
| 15 — 59 лет | 54            | 62            | 116                     | 67,1 %                     |
| от 60 лет   | 8             | 9             | 17                      | 9,8 %                      |
| Всего       | 80            | 93            | 173                     | 100,0 %                    |

Мужчины — 80 чел. (46,2 %). Женщины — 93 чел. (53,8 %).
Средний возраст населения — 31,7 лет. Медианный возраст населения — 30,1 лет.
Средний возраст мужчин — 32,0 лет. Медианный возраст мужчин — 31,0 лет.
Средний возраст женщин — 31,5 лет. Медианный возраст женщин — 29,5 лет.

## Местное самоуправление
Структуру органов местного самоуправления сельского поселения составляют:
- Глава сельского поселения — Мисаков Мачраил Тамишевич.
- Администрация сельского поселения Верхний Лескен — состоит из 2 человек.
- Совет местного самоуправления сельского поселения Верхний Лескен — состоит из 7 депутатов[22].

Адрес администрации сельского поселения — село Верхний Лескен, ул. Шинахова №6.

## Образование
- Средняя общеобразовательная школа № 1 — ул. Ленина, 8.
- Начальная школа Детский садик № 25 «Родничок» — ул. Ленина, 13.

## Здравоохранение
- Участковая больница — ул. Ленина, 19.

## Улицы
| Ленина |

| Лесная |

| Надречная |